# Espolón de Haglund
Las tres principales patologías que afectan la zona calcanea del pie son: el espolón calcaneo, la enfermedad de Sever y el síndrome de Haglund. 
El espolón calcáneo es una prominencia ósea o exostosis que aparece en ese hueso del talón, plantar y posterior (hueso calcáneo), como consecuencia de estiramientos excesivos y continuados de la fascia plantar, una banda de tejido conjuntivo que recubre los músculos de la zona plantar. Al estirarse excesivamente, la fascia puede calcificarse, y se forma el espolón, que es bastante doloroso y dificulta el apoyo habitual de talón, ocasionando a veces una inflamación en la zona que lo rodea. 
Otro cuadro doloroso es el dolor en el talón de los niños o enfermedad de Sever. En estos casos, no se han descrito alteraciones radiográficas y son niños que durante el crecimiento presentan dolor de talones, borde medial y/o lateral del talón. Se puede llamar epifisitis del calcáneo (enfermedad de Sever).
El tercer cuadro doloroso del talón se produce en los adultos y se trata de un espolón posterior al tendón de Aquiles, llamado deformidad, deformación o sindrome de Haglund. Así llamado gracias al trabajo del medico sueco Patrick Haglund, que describió por primera vez esta patologia en 1928. Si es anterior al tendón de Aquiles en el espacio retromaleolar, se debe descartar fractura de la tuberosidad posterior o cola del astrágalo, bursitis retromaleolar, bursitis anterior al tendón de Aquiles, y si es referido en la inserción calcánea del tendón de Aquiles en neuralgia del nervio tibial posterior, síndrome de sobrecarga (en deportistas) y tendón de Aquiles tenso por estructura y función anormal del pie.
El espolón también está relacionado con los zapatos de tacones altos, pues el contrafuerte rígido de estos zapatos puede crear una presión que agrava el sobrehueso al caminar. De hecho, el espolón es común en mujeres que usan tacones altos.

## Síntomas
La deformidad de Haglund puede manifestarse en uno o ambos pies. Los signos y síntomas incluyen:
- una protuberancia notable en la parte trasera del talón;
- dolor en el área donde el tendón de Aquiles se vincula con el tobillo;

- hinchazón en la parte trasera del talón;
- enrojecimiento de la piel en la zona afectada.

## Causas
La herencia es uno de los factores del síndrome de Haglund. Se puede heredar un tipo de estructura ósea en el pie que puede volverlos propensos a desarrollar este padecimiento.
Por ejemplo, los arcos elevados pueden contribuir a la deformidad de Haglund. El tendón de Aquiles se une a la parte posterior del hueso del talón, y en una persona con arcos elevados el hueso del talón se inclina hacia atrás en el tendón de Aquiles. Esto hace que la porción superior de la parte posterior del hueso del talón frote contra el tendón. Con el tiempo, debido a esta irritación constante, se desarrolla una profusión ósea, y la bursa se inflama. Es la bursa inflamada la que produce el enrojecimiento y la inflamación asociados con la deformidad de Haglund.[cita requerida]
Un tendón de Aquiles apretado también puede jugar un papel en la deformidad de Haglund, provocando dolor por compresión de la bursa delicada e inflamada. En contraste, un tendón más flexible da como resultado una menor presión sobre la bursa.[cita requerida]
Otro posible factor contribuyente a la deformidad de Haglund es la tendencia a caminar en la parte exterior del talón. Este hábito, que produce desgaste en el borde exterior de la suela del zapato, hace que el talón gire hacia el interior, y da lugar a un desgaste del hueso del talón contra el tendón. El tendón se protege formando una bursa, que finalmente se convierte en inflamada y sensible.

## Diagnóstico
Después de evaluar los síntomas del paciente, el cirujano examina el pie. Además, se prescribirán rayos X para ayudar al cirujano a evaluar la estructura del hueso del talón.

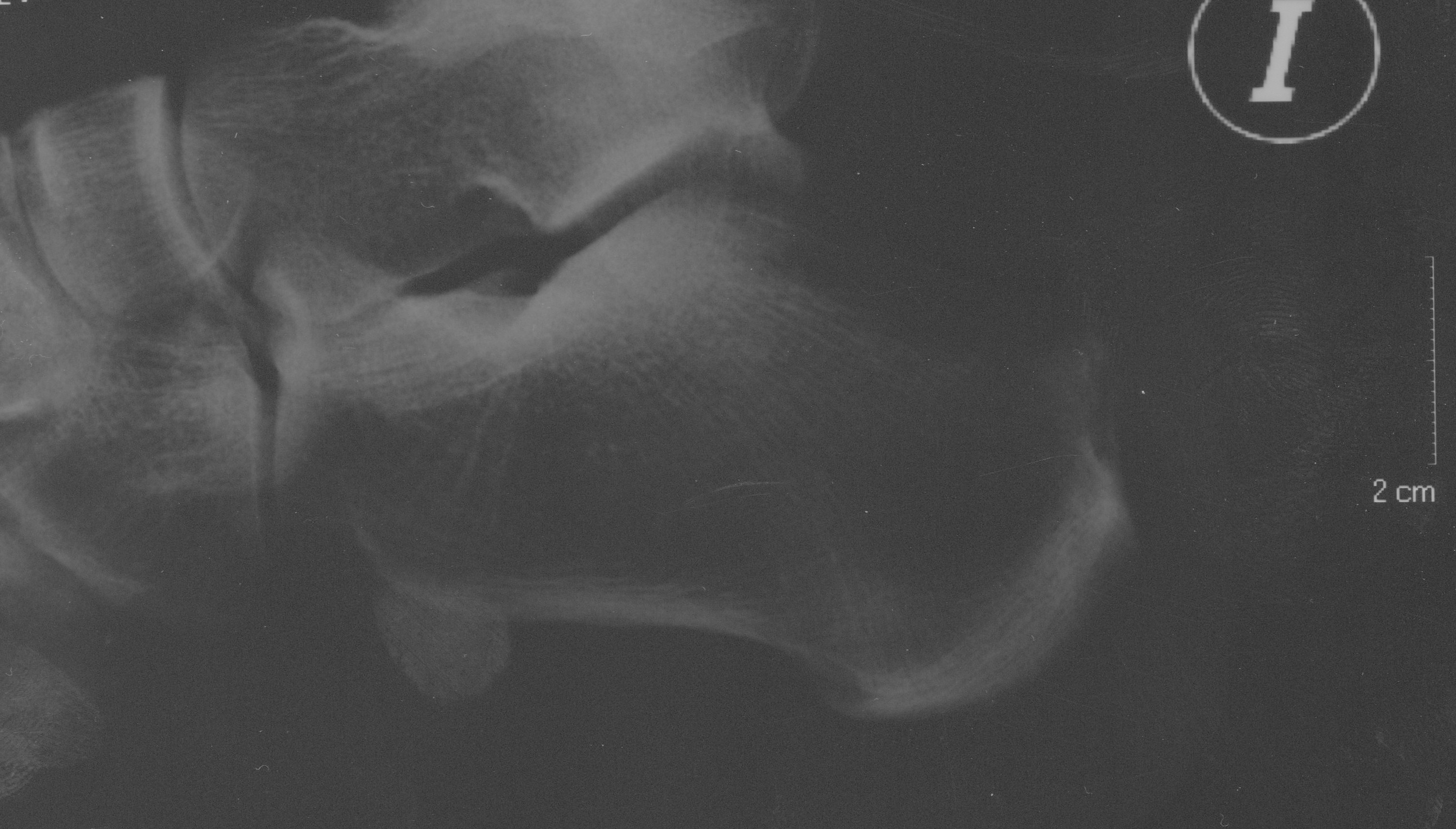
Deformidad de Haglund en el talón

## Tratamiento
El tratamiento no quirúrgico de la deformidad de Haglund apunta a reducir la inflamación de la bursa. Si bien estos enfoques pueden resolver la bursitis, no reducirán la protuberancia ósea. El tratamiento no quirúrgico puede incluir una o más de los siguientes:
- La eliminación del problema: Caminar sin zapatos quita la presión completamente fuera de la zona afectada.
- Medicación: Los medicamentos antiinflamatorios pueden ayudar a reducir el dolor y la inflamación. Algunos pacientes también encuentran que un analgésico tópico, que se aplica directamente sobre la zona inflamada, es beneficioso.
- Hielo: Para reducir la hinchazón, aplique una bolsa de hielo con una toalla fina sobre el área afectada durante 20 minutos por cada hora de caminata. No aplique el hielo directamente sobre la piel.
- Ejercicios: Los ejercicios de estiramiento ayudan a aliviar la tensión del tendón de Aquiles. Estos ejercicios son especialmente importantes para el paciente que tiene un tendón tenso.
- Taloneras: Colocación de almohadillas en el interior del calzado amortigua el talón y puede ayudar a reducir la irritación al andar.
- Modificación del calzado. Usar calzado  sin respaldo (contrafuerte) o al menos que este sea suave para evitar o minimizar la irritación.
- Fisioterapia: La inflamación es a veces reducida a ciertas formas de terapia física, como la terapia de ultrasonido.
- Dispositivos ortopédicos: Soportes para el arco personalizados, útiles porque controlan el movimiento en el pie, que puede agravar los síntomas.
- Inmovilización. En algunos casos, el uso de enyesado puede ser necesario reducir los síntomas.

Si el tratamiento no quirúrgico no logra proporcionar un alivio adecuado del dolor, la cirugía puede ser necesaria. El cirujano de pie y tobillo determinará el procedimiento que mejor se adapte a su caso. Es importante seguir las instrucciones del médico para la atención postquirúrgica.

## Prevención
Una recurrencia de la deformidad de Haglund puede ser prevenida por:
- Uso de calzado adecuado, evitar los tacos altos.
- El uso de soportes para el arco o aparatos ortopédicos, como las plantillas
- Realización de ejercicios de estiramiento para evitar que el tendón de Aquiles se tensione.
- Evitar correr sobre superficies duras y cuesta arriba.